# يو إف سي 34
يو إف سي 34: الجهد العالي (بالإنجليزية: UFC 34: High Voltage)‏ هو حدث لفنون القتال المختلطة نظمته يو إف سي، أُقيم في 2 نوفمبر 2011، على إم جي إم جراند جاردن أرينا في لاس فيغاس، نيفادا، الولايات المتحدة.